# Manfreda potosina
Manfreda potosina là một loài thực vật có hoa trong họ Măng tây. Loài này được (B.L.Rob. & Greenm.) Rose mô tả khoa học đầu tiên năm 1903.